# Janiodes
Janiodes is een geslacht van vlinders van de familie nachtpauwogen (Saturniidae), uit de onderfamilie Cercophaninae.

## Soorten
- J. bethulia (Druce, 1904)
- J. dognini Jordan, 1924
- J. ecuadorensis (Dognin, 1890)
- J. flexuosa Dognin, 1911
- J. laverna (Druce, 1890)
- J. manzanoi Pinas-Rubio, 2000
- J. nigropuncta Druce, 1906
- J. praeclara Naumann et al., in press
- J. russea (Dognin, 1912)
- J. virgata Jordan, 1924